# Meri Marabini
Meri Marabini (Bologna, 1948. május 7. –) olasz énekesnő.
Az 1960-as években, néhány évet átívelő, rövid pályafutása alatt főleg a beat és a yé-yé irányzat képviselőjeként vált ismertté. Elsősorban Beatles-, Hollies-dalok és The Pretty Things-számok éneklésével aratta sikereit, sajátos „védjegye” volt két eltérő színben játszó frizurája, ami miatt egy időben előszeretettel emlegették „the bicoloured beat girl” néven. 1967 után visszavonult a zenei közélettől, későbbi sorsa nem ismert.

## Élete
Meri (más forrás szerint Mari) Marabini 1948. május 7-én született Bolognában; érdeklődése már kora fiatalságában a zene felé fordult, és iskolai tanulmányai befejezése után már tizenévesen egy helyi banda frontembere lett. A csapat egyik fellépése alkalmából figyelt fel rá a Carosello lemezkiadó egy tehetségkutatója, aki lemezszerződést ajánlott neki, ám azt szabta feltételül, hogy ki kell válnia az együttesből.
Miután beleegyezett a szólókarrier megindításául szabott feltételbe, a kiadó meghívta első kislemezének kiadására; a lemez A oldalán szereplő dal, a Mi Manchi egy Beatles-szám olasz nyelvű feldolgozása volt, míg a B oldal É proprio inutile című száma a Hollies You know he did című dalának feldolgozásaként született. Az 1966-ban kiadott lemez azonnali sikert és ismertséget hozott az énekesnőnek; hogy a hirtelen jött népszerűséget tovább fokozzák, a Carosselo kiadó arra is rávette az énekesnőt, hogy vegyen részt az akkor már közkedvelt sztár, Domenico Modugno társaságában egy televíziós show-műsorban is.
A második kislemez sem váratott sokat magára: a Sono io la tua donna a Pretty Things Come see me feldolgozásaként került a boltokba. A lemez fogadtatása azonban nem érte el azt a szintet, amit a kiadó remélt, ezért az érintettek különös, mondhatni kétségbeesett lépésre szánták el magukat. Azt nem tudni, hogy a kiadó vezetőinek fejéből pattant-e ki az ötlet, vagy az énekesnő saját elhatározása volt-e, de Meri nem sokkal a lemez megjelenését követően két eltérő színre festett frizurával tűnt fel: feje egyik oldalán egészen világos, szinte fehér, a másik oldalán pedig majdnem fekete hajat viselt.
Meri az új kinézetével a harmadik lemezének bemutatója alkalmából lépett először a széles nyilvánosság elé, de sem a lemez nem lett túl sikeres, sem az előadó új stílusa nem talált túlzottan sok követőre. Az 1967-ben kiadott kislemezről sokat elmond, hogy az A oldalon szereplő Una Voce című számnál – bár a dal vadonatúj, eredeti szerzemény volt – népszerűbbé vált a megjelenést követő időszakban a B-oldali dal, a C'è tante gente.
Még abban az évben Meri belevágott egy újabb, immár negyedik kislemez kiadásába is, melynek címadó dala, a Ti amo, mi ami Samantha Jones brit énekesnő igen fülbemászó, Surrounded by a ray of sunshine című slágerének olasz nyelvű változata volt. A remélt sikert ennek ellenére ez a korong sem hozta meg, s az eladási mutatók ezúttal is lehangolóak voltak. Ez a lemez bizonyult Meri Marabini utolsó felvételének; kiadását követően nem sokkal teljesen visszavonult a zenei pályától.

## Diszkográfia

### Kislemezek
- Mi manchi/É proprio unutile (1966)
- Sono io la tua donna/Ci scommetto (1966)
- Una voce/C’è tante gente (1967)
- Ti amo, mi ami/I fiori sul viso (1967)